# Ђело (Понтедера)
Ђело је насеље у Италији у округу Пиза, региону Тоскана.
Према процени из 2011. у насељу је живело 395 становника. Насеље се налази на надморској висини од 14 м.